# Iglesia Vieja, delstaten Mexiko
Iglesia Vieja är en ort i kommunen Luvianos i delstaten Mexiko i Mexiko. Samhället hade 312 invånare vid folkräkningen år 2020.